# 11496 Grass
11496 Grass (1989 AG7) là một tiểu hành tinh vành đai chính được phát hiện ngày 10 tháng 1 năm 1989 bởi F. Borngen ở Tautenburg.